# 고든스

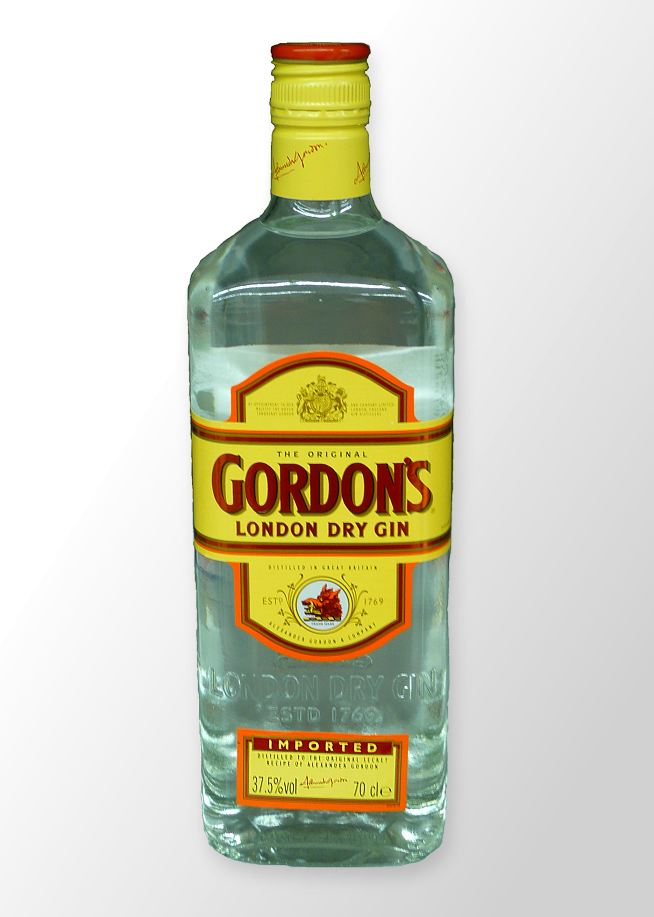

고든스(Gordon's)는 1769년에 처음 생산된 런던 드라이 진 브랜드이다. 고든스의 주요 시장은 영국, 미국, 그리스이다. 영국의 주류 회사인 디아지오가 소유하고 있으며, 세계에서 가장 많이 팔리는 런던 드라이 진이다. 고든스는 19세기 후반부터 영국 최고의 진으로 자리매김했다. 북미 시장을 위한 40% ABV 버전은 캐나다에서 증류된다.

## 역사
고든스 런던 드라이 진은 스코틀랜드계 런던인 알렉산더 고든이 개발했다. 그는 1769년 사우스워크 지역에 증류소를 열었고, 1786년 클라컨웰로 이전했다. 그가 개발한 스페셜 런던 드라이 진은 성공을 거두었고, 그 레시피는 현재까지도 변함없이 사용되고 있다. 영국 해군에게 인기가 높아 전 세계로 유통되었다.

## 제품
제조사에 따르면, 고든스 진은 3중 증류 과정을 거치며 주니퍼 베리, 고수 씨, 안젤리카 뿌리, 감초, 붓꽃 뿌리, 오렌지, 레몬 껍질로 향을 낸다. 정확한 레시피는 1769년부터 비밀로 유지되어 왔다. 당시 다른 진들과는 달리 설탕을 첨가하지 않아 "드라이" 진이라고 불렸다.
영국에서는 고든스 진이 녹색 유리병에 담겨 판매되지만, 수출 시장에서는 투명 병에 담겨 판매된다. 일부 공항 면세점에서는 75cl 용량의 플라스틱 병에 담겨 판매된다.